# Joseph Nguyên Tich Duc

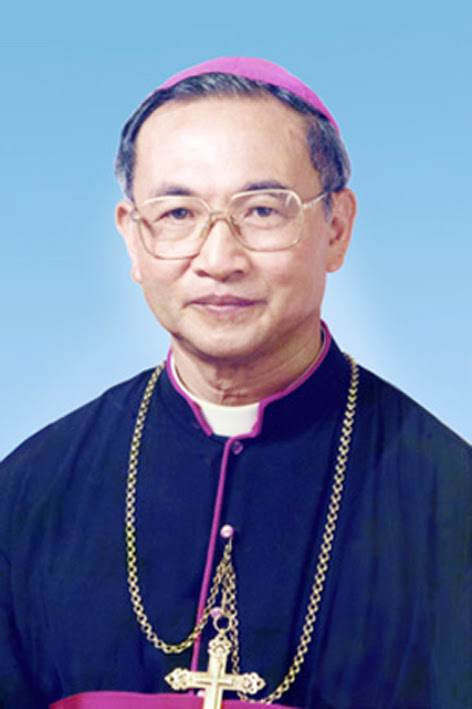
Joseph Nguyên Tich Duc

Joseph Nguyên Tich Duc (vietnamesisch: Giuse Nguyễn Tích Ðức, * 22. Februar 1938 in Bút Ðông, Bezirk Duy Tiên, Provinz Hà Nam; † 23. Mai 2011) war ein vietnamesischer Geistlicher und römisch-katholischer Bischof von Ban Mê Thuôt.

## Leben
Joseph Nguyên Tich Duc studierte von 1958 bis 1968 an der Päpstlichen Akademie St. Pius X. in Đà Lạt und empfing am 21. Dezember 1967 durch den ersten Bischof von Ban Mê Thuôt, Pierre Nguyên Huy Mai, die Priesterweihe. Von 1968 bis 1986 war er Lehrer in Lê Bảo Tịnh. Von 1986 bis 1997 war er in der Diözesanleitung tätig.
Papst Johannes Paul II. ernannte ihn am 21. April 1997 zum Koadjutor-Bischof im Bistum Ban Mê Thuột. Die Bischofsweihe spendete ihm am 17. Juni 1997 der Bischof von Ban Mê Thuôt, Joseph Trịnh Chính Trực; Mitkonsekratoren waren Paul Nguyên Van Hòa, Bischof von Phan Thiêt, und Paul Huynh Dông Các, Bischof von Quy Nhon. Nach dem Rücktritt seines Amtsvorgängers Joseph Trinh Chinh Truc am 29. Dezember 2000 folgte er ihm auf dem Bischofsstuhl von Ban Mê Thuôt.
Seinem Rücktrittsgesuch wurde zum 17. Mai 2006 von Papst Benedikt XVI. stattgegeben.

## Anmerkung
1. ↑  Sein Name kombiniert westliche Namenstradition (Joseph als Vorname vor den Familiennamen Nguyễn) mit vietnamesischer (Tích Ðức als persönlicher Name steht hinter dem Familiennamen).

| Vorgänger               | Amt                                | Nachfolger             |
| ----------------------- | ---------------------------------- | ---------------------- |
| Joseph Trịnh Chính Trực | Bischof von Ban Mê Thuột 2000–2006 | Vincent Nguyên Van Ban |

| Personendaten    | Personendaten                                                |
| ---------------- | ------------------------------------------------------------ |
| NAME             | Nguyên Tich Duc, Joseph                                      |
| ALTERNATIVNAMEN  | Nguyễn Tích Ðức, Joseph                                      |
| KURZBESCHREIBUNG | vietnamesischer Geistlicher und römisch-katholischer Bischof |
| GEBURTSDATUM     | 22. Februar 1938                                             |
| GEBURTSORT       | Bút Ðông, Bezirk Duy Tiên, Provinz Hà Nam                    |
| STERBEDATUM      | 23. Mai 2011                                                 |